# Mamadou Djim Kola
Mamadou Djim Kola (Ouagadougou, 27 januari 1940 – aldaar, 11 december 2004) was een Burkinees filmmaker. Hij was opgeleid als leraar, maar leerde filmmaken in een correspondentiecursus bij het Centre Indépendant de Cinéma Français. In 1973 won hij de juryprijs van het Panafrikaans Festival van Ouagadougou voor Film en Televisie voor Le Sang Des Parias. Later werkte hij bij het productiebedrijf Ciprofilm en aan het Ministerie voor Informatie en Cultuur.

## Filmografie
- 1972: Le conflit
- 1973: Le sang des parias
- 1976: Cissin... cinq ans plus tard
- 1992: Kognini y Toungan/les etrangers